# Christian Wilhelm Bernhardt
Christian Wilhelm Bernhardt (* 17. März 1815 in Aschersleben; † 9. November 1891 in Wittenberg) war ein deutscher Pädagoge und Heimatforscher.

## Leben
Bernhardt hatte das Gymnasium in Halberstadt besucht und 1834 ein Studium der Mathematik und Naturwissenschaften an der Universität Halle-Wittenberg begonnen. Am 3. Mai 1838 legte er dort seine Staatsprüfung ab und war fünf Jahre lang als Lehrer für Mathematik am königlichen Pädagogium in Halle (Saale) tätig. Nachdem er sich den akademischen Grad eines Doktors der Philosophie erworben hatte, zog er Ostern 1855 als Lehrer an das Lyceum in Wittenberg. Hier erhielt er am 30. April 1862 den Titel eines Professors und wurde 1857 Prorektor der Wittenberger Bildungseinrichtung.
Zu seinem 50-jährigen Dienstjubiläum 1888 erhielt er den roten Adlerorden 4. Klasse und wurde im selben Jahr pensioniert.
Aus seiner Feder stammen einige Schriften die ihren Bezug zu seiner neuen Wittenberger Heimat als Mitglied des ersten Wittenberger Heimatvereins erkennen lassen. Hier wäre zum Beispiel die Arbeit über einen der größten Söhne der Lutherstadt Wittenberg Ernst Florens Friedrich Chladni zu nennen. Auch seine Arbeiten über die Wittenberger Drangsale aus dem Jahre 1814 und über die Wittenberger Bildungsanstalt sind in diesem Zusammenhang zu nennen.

## Werke
- Magia naturalis von Johann Baptist Porta. In: Programm des Gymnasiums zu Wittenberg. Wittenberg 1845 (Online)
- Luthers dreihundertjährige Todtenfeier. Wittenberg 1846
- Wittenberg vor fünfzig Jahren: Die Geschichte seiner Belagerung und Einnahme (13. Januar 1814). Wittenberg 1864 (Online)
- Das Unendliche nach der Stufenfolge der kosmischen Anschauung. Wittenberg 1852 Digitalisat
- Dr. Chladni, der Akustiker. Wittenberg 1856 Digitalisat
- Die Anschauung des Seneca vom Universum dargestellt nach den „naturales quaestiones“ desselben. Wittenberg 1861 (Online)
- Philipp Melanchthon als Mathematiker und Physiker. Wittenberg 1865 (Online)
- Kepplers Lehre von den Kräften des Weltalls. (Physika coelestis.) Wittenberg 1872 (Digitalisat)
- Das Gymnasium zu Wittenberg von 1520 bis 1868. In: Festschrift zur Feier der Einweihung des neuen Gymnasialgebäudes des Gymnasiums zu Wittenberg. Wittenberg 1888
- Verzeichnis der Schüler, welche seit Ostern 1817 das Gymnasium zu Wittenberg mit dem Zeugnis der Reife verlassen haben. In: Festschrift zur Feier der Einweihung des neuen Gymnasialgebäudes des Gymnasiums zu Wittenberg. Wittenberg 1888
- Die Bannbulle Leo X. gegen Luther. Nach dem Originaltext der im Lutherhause zu Wittenberg befindlichen Ausgabe vom 17. Juli 1520. Wittenberg 1891